# Cousiniopsis atractyloides
Cousiniopsis es un género monotípico de plantas con flores perteneciente a la familia de las asteráceas. Incluye una sola especie: Cousiniopsis atractyloides (C.Winkl.) Nevski. Es originaria de Irán, Afganistán, Turkmenistán, Tayikistán y Uzbekistán, Kazajistán y Kirguistán, todos en Asia Central.

## Taxonomía
Cousiniopsis atractyloides fue descrito originalmente por Constantin Georg Alexander Winkler como Cardopatium atractyloides en Trudy Imp. S.-Peterburgsk. Bot. Sada., 9: 517, 1886 y, posteriormente, atribuido al género Cousiniopsis por Sergei Arsenjevic Nevski y publicado en Trudy Bot. Inst. Akad. Nauk S.S.S.R., Ser. 1, Fl. Sist. Vyssh. Rast., 4, p. 288, 1937.
Sinonimia
- Broteroa atractylodes (C.Winkl.) Kuntze Revis. Gen. Pl., 1: 322, 1891
- Cardopatium atractyloides C.Winkl., 1886. (basiónimo)

Etimología
Cousiniopsis: nombre genérico compuesto que significa "similar al género Cousinia.
atractyloides: epíteto latíno que significa "como el género Atractylis.